# Закарпатський металургійний завод
Закарпатський металургійний завод — завод виробництва виробів з порошків титану.

## Історія
У 50-х роках XX століття біля Вишкового була виявлена ртуть. Підприємство з переробки було засновано в 1969 році як металургійний комбінат з виробництва ртуті. У зв'язку з відпрацюванням запасів ртутних руд з 1980 року завод почав переорієнтацію на порошкову металургію титану. У 1986 році були завершені будівництво і запуск в експлуатацію цеху з виробництва порошків титану і спечених виробів на основі порошкового титану.

### Після відновлення незалежності
Після розпаду СРСР справи у підприємства, яке в кращі часи виробляло близько 1,8 тис. т продукції на рік, не склалися через різке зниження попиту на його продукцію. Однак для приватних компаній він все ж продовжував представляти інтерес.
У 1994 році підприємство шляхом корпоратизації перетворено у відкрите акціонерне товариство «Закарпатський металургійний завод». Власниками акцій є юридичні та фізичні особи. За даними АРІФРУ на листопад 2006 р. основні акціонери: ТОВ "Фінансова компанія «Декра» (м. Івано-Франківськ) — 29,67 %; компанія «Koster Holding BV» (Королівство Нідерланди) — 13,0001 %; компанія А/TMZ Holding BV (Королівство Нідерланди) — 13,0003 %.; фізичним особам належить 24,93 %.
В кінці 90-х понад 60 % акцій ВАТ сконцентрувала київська компанія «Енергоресурси» криворізького бізнесмена Олександра Бєляєва, а вже в 2004 р. підприємство увійшло в сферу впливу львівського Кредит Банку (пізніше був перейменований в Кредобанк), який отримав цінні папери заводу в рахунок непогашеного попередніми власниками боргу. У тому ж році банкіри поступилися оперативним контролем над Закарпатським металургійним заводом запорізькому підприємцю Володимиру Карпачову, який став главою наглядової ради ВАТ. Очевидно, це було пов'язано з тим, що пану Карпачову належала запорізька компанія «Голден Ленд», яка мала доступ до дефіцитної на той час титанової губки, виробленої державним Запорізьким титаново-магнієвих комбінатом.
«Запорожець» на короткий час зумів завантажити сировиною простоюючі виробничі потужності закарпатського підприємства (в 2005 р. воно випустило майже 400 т титанового порошку), проте в подальшому втратив до нього інтерес, в результаті чого в 2006 р. ЗМЗ припинив провадження профільної діяльності. Тоді ж завод почав активно накопичувати борги, що і вилилося в порушення справи про його банкрутство в липні 2007 р. за позовом Податкової інспекції. Уже в квітні 2008 року Господарський суд Закарпатської області затвердив реєстр вимог кредиторів ВАТ на загальну суму близько 4,5 млн грн., З яких переважна частина — 4,2 млн грн. — припала на Кредобанк, який очолив комітет кредиторів підприємства.
Фінансова установа, що належить польському банку PKO, не стала ініціювати введення ліквідаційної процедури на своєму боржнику, а клопотала перед судом про призначення санації Закарпатського металургійного заводу. Керуючим санацією став ужгородський юрист Андрій Ракущінец. Він повідомив, що зараз готується план санації ВАТ, в рамках якої може бути передбачена передача потенційному інвестору майна підприємства в обмін на погашення боргів.
Втім, імовірність того, що майновий комплекс ЗМЗ приверне увагу приватних структур, досить велика. В регіоні кажуть, що інтерес до нього останнім часом проявляла група «Приват» Ігоря Коломойського і Геннадія Боголюбова, яка контролює найбільші в країні заводи з випуску феросплавів — Нікопольський, Запорізький і Стахановський, і не так давно стала власником майна Калуського підприємства «Магній» в Івано-Франківській області. З урахуванням того, що до недавнього часу закарпатський виробник титанових порошків планував освоїти випуск виробів з феросплавів з першочерговим налагодженням випуску феротитану, висадка дніпропетровців в Закарпатті цілком вписується в їх бізнес-стратегію. Тим більше що для контролю над повноцінним виробничим активом, який займає близько 22 га землі, який може бути успішно інтегрований в феросплавну групу засновників Приватбанку, панам Боголюбову і Коломойському не потрібно буде сильно розщедрюватися.